# Generální opat premonstrátů
Generální opat premonstrátů je nejvyšším představitelem řádu premonstrátů.

## Funkce
Zastupuje řád navenek i u Svatého stolce. Jeho hlavním úkolem je udržovat vnitřní soudržnost a propojení po celém světě rozptýlených řeholních premonstrátských domů. Sídlo generálního opata je dům generální kurie (Curia Generalitia) v Římě. Odtud pomocí úředníků řídí celý řád. Patří mu titul Dominus Praemonstratensis s přídavkem Amplissimus. Jeho oslovení je Monsigneur. 

## Seznam generálních opatů
Až do Francouzské revoluce byl opat z Prémontré současně i generálním opatem řádu. Od roku 1869 je generální opat volen na generální kapitule, která se svolává jednou za šest let. Od 1869 to byli: (číslo u jména je pořadí v oficiálním seznamu premonstrátských generálních opatů)
- 58. Hieronymus von Zeidler (Strahov), 1869–1870
- 57. Sigismund Stary (Strahov), 1883–1905
- 58. Norbert Schachinger (Stift Schlägl/Rakousko), 1906–1922
- 59. Gummarus Crets (Averbode/Belgie), 1922–1937
- 60. Hubertus Noots (Tongerlo/Belgien), 1937–1962
- 61. Norbertus Calmels (1908–1985) (Saint-Michel-de-Frigolet/Francie), 1962–1982
- 62. Marcel van de Ven (Berne/Holandsko), 1982–1996
- 63. Hermenegild Noyens (Tongerlo/Belgie), 1996–2003
- 64. Thomas Handgrätinger (Windberg/Německo), 2003–2018
- 65. Jos Wouters (Averbode/Belgie), od 2018